# 植田尚樹
植田 尚樹（うえだ なおき、1961年10月17日 - ）は兵庫県姫路市出身のギタリスト。

## 来歴
- 1986年6月、株式会社ファンハウスよりバンド『XIE-XIE』（シェーシェ）でデビュー。1987年12月解散。
- 1991年5月、株式会社ファンハウスよりバンド『KOZIMA』でデビュー。1993年7月解散。
- 1994年よりフリーランスのミュージシャンとして活動。
- 1995年9月、東京での演奏活動を一時休止し、姫路でIESミュージックスクール開校。
- 1998年8月、音楽スタジオCUE建設。
- 2004年
  - 4月、サウンドステーション（音楽教室、レコーディングスタジオ、ライブハウスの総合ビジネス）設立。
  - 8月、アコースティック・ギター器楽曲デュオ『風楽』（ふうらく）のアルバムCDを発表し、演奏活動を再開。
- 2007年、器楽曲スリーピースバンド『健康Ⅲ樽』（けんこうさんだる）の1stアルバムを発表。
- 2009年10月、ソロギタリストとして旧友佐藤克彦ら『KOZIMA』のメンバーとの東京再会ライブを皮切りに現役復帰。
- 2013年
  - 関将と共に、『十二処泉』（じゅうにしょせん、ケントス出身のボーカル佐々木ゆかとのアコースティックユニット）や『風楽』でツアーライブを行う。
  - Dr.Tommyのプロデュースによる、シンガーソングライターきいちろ（日本のポピュラー音楽界初のコモンレーベルS&Lミュージック企画立案スーパーバイザー）の1stCDアルバム「空高く天高く〜一歩ずつ一歩ずつ〜」の制作に、村松邦男らとともに参加[1]。
- 2014年7月、株式会社ゴールデン・ガッツィー より十二処泉・1stミニアルバム発表[2]。
- 2016年、"S&Lミュージック"に『十二処泉』として登録参加[3]。
- 2017年1月6日夜、腹部に強い痛みを覚える。一時的に痛みが治まったため、翌日掛かりつけ医で血液検査など行い、鎮痛剤を処方され帰宅。同年1月13日早朝に、前回の発作時よりも激しい痛みに襲われ、姉や知人らに付き添われて緊急入院。改めて検査を行い大動脈解離と診断される。開胸手術を行わず、HCU（ハイケアユニット）→一般病棟にて2週間、降圧剤を投与して解離の進行を防ぐ治療を行う。その後、1月26日にステントグラフト内挿術を受けた。同年2月1日に退院した。